# سفیدگون ماسه‌زی
سفیدگون ماسه‌زی (نام علمی: Sillago ciliata) نام یک گونه از تیره شورت‌ماهیان است.